# Coppa del Portogallo 1964 (hockey su pista)
La Coppa del Portogallo 1964 è stata la 2ª edizione della principale coppa nazionale portoghese di hockey su pista. La competizione ha avuto luogo dal 1º settembre 1964 al 22 febbraio 1965. Il torneo è stato vinto dal Malhangalene per la prima volta nella sua storia.

## Risultati

### Classifica fase finale
| Squadra           | Pt | G  | V  | N | P  | GF | GS | DG  |
| ----------------- | -- | -- | -- | - | -- | -- | -- | --- |
| Malhangalene      | 23 | 14 | 11 | 1 | 2  | 59 | 16 | +43 |
| Benfica           | 20 | 14 | 8  | 4 | 2  | 49 | 24 | +25 |
| Sporting CP       | 20 | 14 | 10 | 0 | 4  | 44 | 23 | +21 |
| Cascais           | 18 | 14 | 8  | 2 | 4  | 35 | 30 | +5  |
| Infante de Sagres | 17 | 14 | 7  | 3 | 4  | 46 | 32 | +14 |
| Porto             | 7  | 14 | 3  | 1 | 10 | 20 | 39 | -19 |
| Estrela           | 7  | 14 | 2  | 3 | 9  | 26 | 56 | -30 |
| Ponta Delgada     | 0  | 14 | 0  | 0 | 14 | 12 | 65 | -53 |